# Kultura Wessex
Kultura Wessex – archeologiczna kultura epoki brązu datowana na okres od ok. 2000 do ok. 1400 p.n.e., obejmująca obszary środkowej i południowej Anglii.

## Kultura Wessex

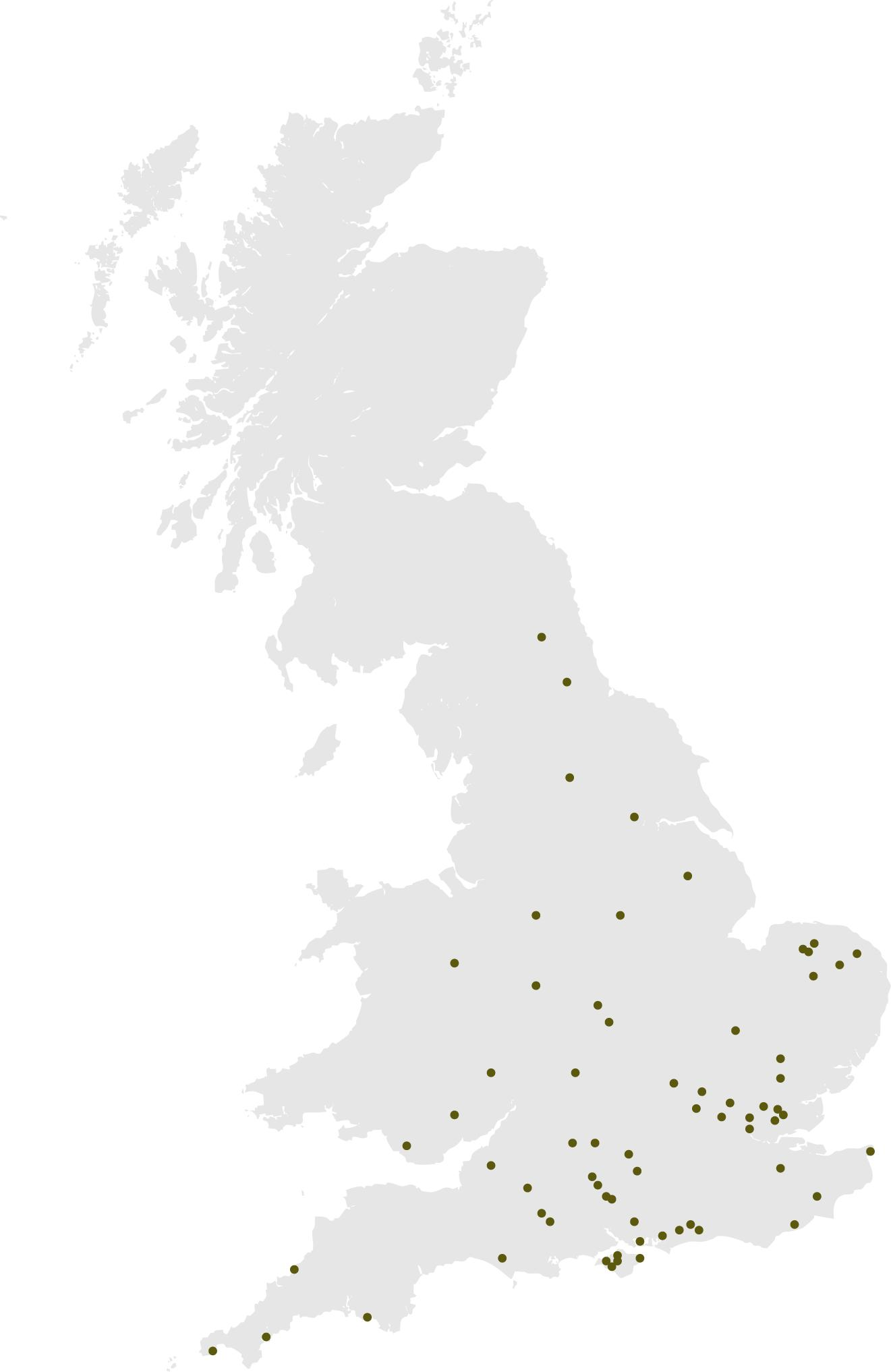
Kultura Wessex. Epoka brązu (ok. 2000-1400 p.n.e.)

Kultura Wessex jest dominującą jednostką na obszarach środkowej i południowej Anglii w okresie wczesnego i środkowego brązu. Została wyróżniona przez Stuarta Piggotta w roku 1938. Powstanie kultury Wessex wiąże się z wpływami kontynentalnymi bezpośrednio oddziałującymi z obszarów północnej Francji (grupa kurhanów armoryckich), a mającymi swoje podłoże w środkowo-reńskiej grupie kultury pucharów dzwonowatych. W jej rozwoju wyróżnia się dwie fazy: Wessex I 2000-1650 p.n.e. oraz Wessex II 1650-1400 p.n.e.
Najwcześniejszą obecność przedmiotów wykonanych ze złota i miedzi datuje się w Brytanii od ok. 2500 p.n.e. lecz właściwy napływ brązów przypada na okres między 2200 a 2100 p.n.e. aż do pojawienia się pierwszych obiektów żelaznych ok. 1000 p.n.e. i zaniku odlewnictwa brązowego na większą skalę. Okres ten generalnie został podzielony na: 'metal-using Neolithic' – ok. 2500-2150 p.n.e., dalej wczesną epokę brązu – ok. 2150-1500 p.n.e., środkową epokę brązu – ok. 1500-1150 p.n.e. oraz późną epokę brązu – 1150-800 p.n.e.

## Klimat i krajobraz Brytanii w epoce brązu

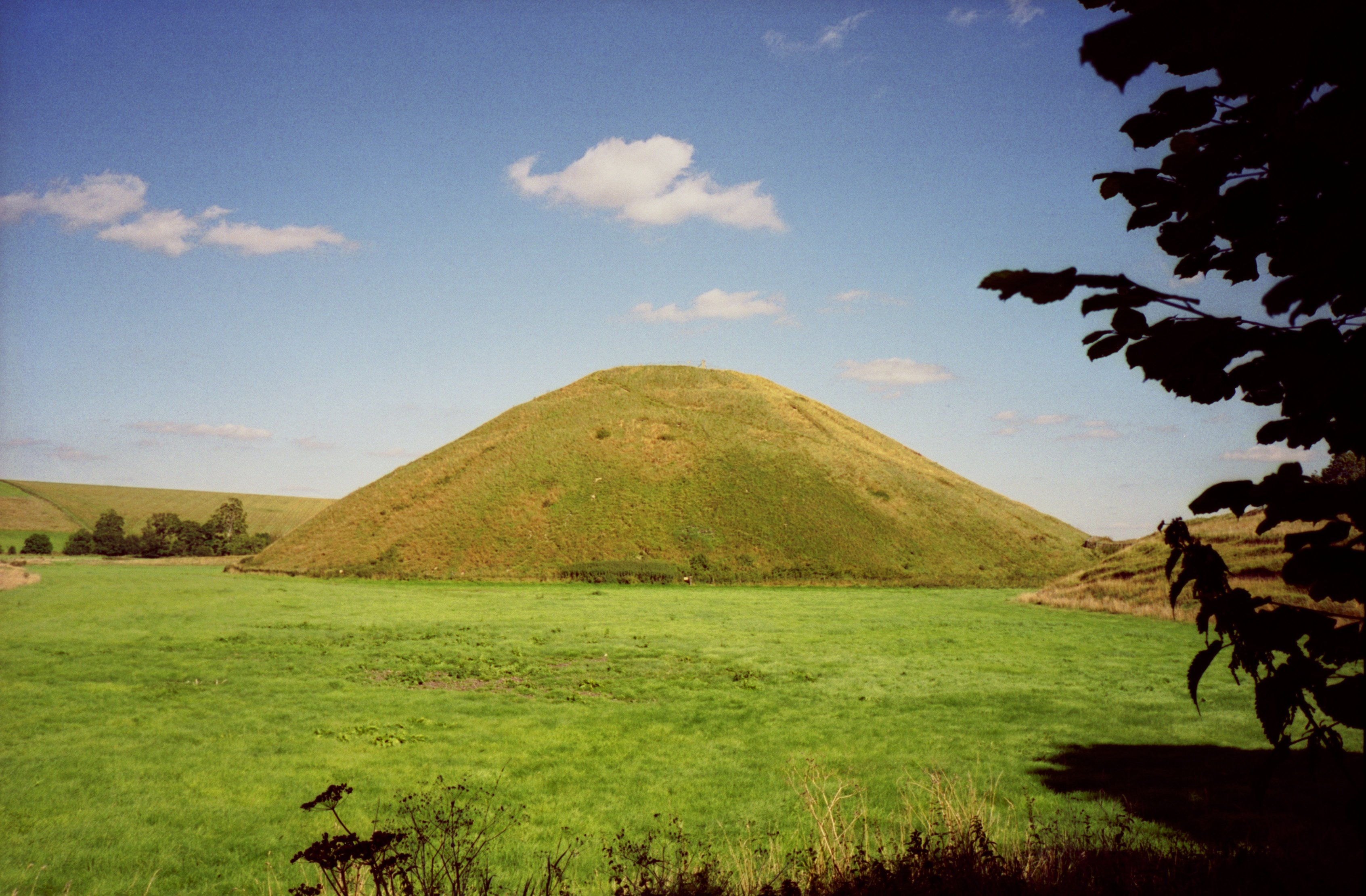
Silbury Hill, hrabstwo Wiltshire, Anglia

Brytania jako stosunkowo duża i zróżnicowana krajobrazowo wyspa cieszyła się ciepłym i suchym klimatem, który stopniowo zaczął się zmieniać ok. 1300 p.n.e. ustępując miejsca bardziej wilgotnemu i zimniejszemu środowisku(trend ten osiągnął swoje apogeum ok. 900 p.n.e.). W środowisku naukowym trwa debata poświęcona skutkom gwałtownych zmian klimatycznych wyspy odnotowanym dzięki dendrochronologii, która wskazuje że w latach 2345 p.n.e., 1628 p.n.e. oraz 1159 p.n.e. wystąpiły katastrofalne załamania pogodowe.
Z geograficznego punktu widzenia obszary południowej i wschodniej Brytanii obfitowały w żyzne doliny rzeczne, bagna i niziny co stoi w kontraście z wąskimi kamienistymi dolinami i pasami nadbrzeżnymi pomiędzy wulkanicznymi wyżynami północy i zachodu wyspy.Jedynie kilka stref takich, jak dolina Severn oraz środkowa Szkocja dysponowały obszarami których żyzność można porównać z południem i wschodem kraju. Rozwinięta linia brzegowa oraz systemy rzeczne stały się elementem naturalnego systemu komunikacyjnego. Podczas gdy wiatry, pływy, wysepki i naturalne zatoczki były istotne dla morskich szlaków handlowych, środowisko geograficzne samej wyspy stworzyło dogodne warunki dla kontaktów z kontynentalna Europą na wschodzie i Irlandią na zachodzie.

## Obrządek pogrzebowy
Kultura Wessex chowała swoich zmarłych stosując zarówno pochówek szkieletowy jak i kremację. Faza Wessex I (2000-1650 p.n.e.) to zasadniczo pochówek szkieletowy jednakże z widoczną stopniową tendencją do przechodzenia w birytualizm, co w fazie Wessex II (1650-1400 p.n.e.) przybierze formę pochówków wyłącznie kremacyjnych. Tak pochówkom szkieletowym jak i kremacjom towarzyszą kurhany (kurhany okrągłe – ‘round barrows’) oraz bogate wyposażenie grobowe. Proweniencja importów w grobach wskazuje na główne szlaki handlowe, którymi odbywała się wymiana: bursztyn z obszarów bałtyckich, brązy z obszarów Niemiec, wyroby złote z francuskiej Brytanii oraz sztylety i paciorki mykeńskie z obszarów dzisiejszej Grecji. Obecnie poziom zamożności tej kultury potwierdzają setki bardzo bogato wyposażonych pochówków, dla których dystrybucja darów grobowych wskazuje na istnienie skomplikowanej stratyfikacji społecznej. Grupa importów odnajdowanych w grobach obejmuje broń (sztylety), kubki, zawieszki, perforowane osełki, kościane pęsety, fajans, złotą biżuterię oraz szpile znajdujące analogie w środkowej Europie (kultura unietycka).
Akumulacja bogactwa kultury Wessex nie jest jednakże procesem skokowym i obserwujemy stopniowy jego wzrost w fazie poprzedzającej powstanie tej kultury. Późny neolit i eneolit na tych obszarach przynosi z sobą pochówki typu kurhanowego (kurhany podłużne – ‘long barrows’) i dary grobowe w postaci niewielkich złotych i miedzianych przedmiotów. We wszystkich fazach i aspektach obrządek pogrzebowy Wessex odnajduje swoje analogie na obszarach północno-zachodniej Francji. W fazie ciałopalnej Wessex II wyposażenie grobów staje się skromniejsze jednakże pozwala na ustalenie dat radiowęglowych dla części pochówków.
Sieć osadnicza jest zaskakująco słabo uchwytna i nawet dla kompleksu Stonehenge (faza 2280-1930 p.n.e.) którego kultura Wessex była współtwórcą, jej rozpoznanie stanowi problem.

## Pochówki kurhanowe i ich typy
Ocenia się, że obecnie na obszarach brytyjskich znajduje się ok. 30 tysięcy kurhanów lub obiektów do nich podobnych, z czego duża ich liczba występuje w zwartych grupach od 4 do 40.
W literaturze przedmiotu wyróżnionych zostało sześć typów kurhanów Wessex:
- a) typu miskowego ('bowl barrow') – najczęściej rozpowszechniony typ, którego nasyp ziemny przypomina kształtem odwróconą misę, stok kopca wpada bezpośrednio do otaczającej go głębokiej fosy, ten typ pojawia się już w późnym neolicie. Klasyczny przykład stanowi grupa kurhanów tzw. Cursus barrows, położona na cursus (większym) Stonehenge, które były badane już w roku 1723 przez antykwariusza Williama Stukeleya, który odnalazł w ich wnętrzu pochówki ciałopalne wraz z paciorkami z bursztynu i szkła. Grupa została ponownie ‘przebadana’ w roku 1803 przez Colt Hoare’a i Cunningtona, którzy odkryli następne kremacje oraz ceramikę.

- b) typu dzwonowego (‘bell barrow’) – kopiec w kształcie dzwonu, gdzie fosę od szczytu kopca oddziela łagodnie podnoszący się szerszy pas stoku; wariacją tej odmiany i typologicznym łącznikiem z typem dyskowym jest tzw.‘bermed barrow’. Przykłady to wspomniane Cursus barrows w Stonehenge oraz Winterbourne barrows. Kurhany w Winterbourne także zostały przebadane w XIX w. a w ich wnętrzu odkryto szczątki dwóch drewnianych trumien, dużo zdobionej ceramiki, groty włóczni i sztylety z brązu. Ten typ nasypu występuje prócz tego w tzw. New Kings barrows/Stonehenge i jest jedynym który nie został zdewastowany w XIX w.

- c) typu dyskowego (‘disc barrow’) – gdzie mały pagórek znajduje się w centrum podwyższonej i płaskiej przestrzeni, którą obiega rów z nasypem. Przykładem jest tutaj inny z kurhanów grupy Normanton Down tzw. Kopiec Druida, który został opisany przez Colta Hoare’a. Według Hoare’a we wnętrzu struktury znajdowały się wkopane na niewielką głębokość urny zawierające szczątki kobiet (przepalone paciorki, biżuteria).

- d) typu spodkowego (‘saucer barrow’) – przypomina kształtem odwrócony spodek, gdzie nasyp kopca w centrum jest splantowany (średnice między 18-27 m) a stok opada ku fosie sinusoidalnie.

- e) typu sadzawkowego (‘pond barrow’) – bardzo rzadki, gdzie centrum kurhanu stanowi okrągła niecka otoczona niewysokim nasypem ziemnym o średnicy od 9 do 30 m; obiekt tego typu położony w Wilsford koło Stonehenge cechował się niezwykłą głębokością (30 m) i najprawdopodobniej był miejscem rytualnych depozycji, miejscem poświęconym kultom bogów podziemia (znaleziono liny i kosz, lecz nie była to studnia). Podobny obiekt położony w Swanwick/Hampshire zawierał pal ze śladami krwi zwierzęcej. Dyskusja nad właściwą atrybucją tego typu kurhanu trwa.

- f) typu pierścieniowego (‘ring barrow’) – to po prostu kolista fosa; typ ma konotacje z pochówkami urnowymi typu Northumberland.

Największą koncentrację kurhanów kultury Wessex obserwujemy wokół Stonehenge.

## Bush Barrow
Przykładem klasycznego pochówku ’typu Wessex’ jest Bush Barrow, kurhan położony w okolicach Wilford w hrabstwie Wiltshire. Jest częścią większego skupiska kurhanów ciągnących się od południa od Stonehenge do Normanton Down. Bush Barrow zostało częściowo zniszczone podczas pseudowykopalisk prowadzonych w 1808 r. przez antykwariusza i lokalnego arystokratę Sir Richarda Colt-Hoare’a, jednak przeważającą część ruchomego wyposażenia grobowego udało się uratować (ekspozycje stałe Wiltshire Heritage Museum w Devizes oraz British Museum).
We wnętrzu kopca pochowano osobnika płci męskiej (ciało ułożone na plecach w pozycji wyprostowanej, z głową na północ) z bogatym wyposażeniem grobowym w postaci tarczy (zachowana fragmentarycznie), dwóch sztyletów z brązu i miedzi z zachowanymi rękojeściami z drewna, małego noża, złotej biżuterii (dwie plakietki napierśnika i klamra do pasa dekorowane motywami geometrycznymi) oraz berła inkrustowanego kością słoniową (niezachowane w całości-rekonstrukcja niepewna). Pochówek ma swoją analogię na obszarach francuskiej Bretanii a wyposażenie Bush Barrow, w szczególności importy potwierdzają szerokie kontakty handlowe kultury Wessex, obejmujące nie tylko kontynent ale i obszary poza Europą. Bush Barrow jest najbogatszym pochówkiem Wessex w najbliższej okolicy Stonehenge.

## Osady i typ gospodarki
Charakterystycznym elementem systemów osadniczych kultury Wessex jest dom na planie koła, o średnicy od 6 do 12m, z pojedynczym wejściem i (najczęściej) paleniskiem. Spadzisty dach, najprawdopodobniej wykonany ze słomy podtrzymywała konstrukcja palowa, stanowiąca zarazem element nośny ścian bocznych wykonanych z lżejszych materiałów (drewno, wiklina oraz polepa). Szacuje się, że domy epoki brązu mogły zamieszkiwać rodziny 6-10 osobowe. W okolicach Stonehenge nie odkryto większych centrów osadniczych(co zaskakuje przy tak bogatych cmentarzyskach), niemniej jednak za przykład można uznać grupę obiektów odkrytych w Thorney Down, 6 km na południe od Salisbury. Na obszarze około ćwierci hektara, otoczonym przez rów i niewielki nasyp posadowionych było dziewięć okrągłych domów-chatek. Pomiędzy nimi znajdował się szereg jam zasobowych i dołków posłupowych. Ze znalezisk odkryto amforę globularną typu Deverel-Rimbury, grot włóczni i bransoletę. Podobny model osady obserwujemy w przypadku Itford Hill, położonym ok. 4 km od Newheven. 11 chat znajdowało się na platformie wcinającej się w zbocze wzgórza. Chaty miały 6, 7 m średnicy i nie posiadały palenisk. Kolejnym przykładem mogą być dwie osady odkryte w Sussex, 7 km na północny wschód od Lewes na równinie Plumpton, gdzie chaty miały średnicę 6, 1 m, ślady palenisk odkryto na zewnątrz obiektów (jamy z węglami i przepaloną ceramiką). Osady wiąże się z grupą ceramiki Deverel-Rimbury.
Ludność kultury Wessex hodowała bydło, owce, gęsi, świnie i konie zaś uprawiała jęczmień, żyto oraz fasolę. W epoce brązu rolnicy czynią pierwsze kroki w celu użyźnienia pól wyjałowionych intensywnymi uprawami epoki neolitu. Stosują nawóz bydlęcy lub (na obszarach nadmorskich) glony oraz tworzą pierwszą zorganizowaną sieć upraw na bazie niewielkich pól otoczonych rowami lub żywopłotami a później kamiennymi murkami (późniejsze ’celtic fields’ – najstarszy przykład z epoki brązu to stanowisko w Dartmoor). Nieco na północ w Fengate niedaleko Peterborough, Norfolk w tym samym czasie powstają pierwsze saliny.

## Ceramika Wessex na tle ogólnej typologii ceramiki brytyjskiej
Ceramika kultury Wessex technologicznie nie wyróżnia się na tle poprzedzającego ją chronologicznie brytyjskiego horyzontu pucharów dzwonowych. Do produkcji naczyń używano tych samych dostępnych lokalnie typów glinki i mieszanek schudzających. W zestawie form ceramicznych dominują baniaste kubeczki, nierzadko zdobione dekoracją rytą, misy z małymi uszkami i wydatnym brzegiem, czasami zdobionym poniżej szeroką dekoracyjną listwą plastyczną oraz wysokie i sporych rozmiarów proste naczynia zasobowe, z ostrym załomem w połowie brzuśca i szeroką listwą plastyczna u nasady wylewu.

## Metalurgia

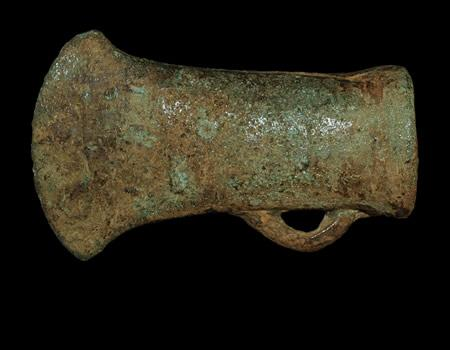
Siekierka brązowa, West Yorkshire, późna epoka brązu (po 1200 p.n.e.)

Dystrybucja brązów wzrasta od okresu ok. 2200-ok. 1800 p.n.e., lecz w pierwszej fazie dominują przedmioty miedziane wytwarzane z surowców lokalnych. Obserwujemy napływ pierwszej fali importów kontynentalnych w postaci zachodnioeuropejskich typów sztyletów, nitowanych noży-sztyletów oraz siekierek. Eksperymentalny wytop brązu to faza ok. 1800-ok. 1650 p.n.e. na którą datuje się sztylety z Bush Barrow oraz cienko kute ostrza siekier.Rozkwit i prawdziwe apogeum obróbki metali to okres od ok. 1650 do ok. 1000 (w którym wyróżnia się dwa pod okresy: ok. 1650-ok. 1400p.n.e. oraz ok. 1400-ok. 1000p.n.e.). W tej fazie ludność kultury Wessex posiada, wytapia i handluje całym wachlarzem form tak użytkowych (szczypce, noże, drobna biżuteria) jak i przeznaczonych i związanych z formami kultu lub innymi nie-utylitarnymi aspektami działalności człowieka. Spotykamy potężne bransolety, naczynia brązowe, naramienniki, sztylety, siekierki z podniesionym brzegiem jak i siekierki z wyodrębnionym uszkiem, zróżnicowane typy grotów włóczni. W fazie schyłkowej ok. 1000-600 p.n.e. pojawiają się brązy ołowiane w postaci siekierek kieszonkowatych, mieczy i włóczni ‘liściowatych’, sierpów, noży i brzytew, nowych typów mieczy (typ tzw. karpia), tarcz i importów halsztackich.Brąz, który na początku był towarem luksusowym, pod koniec omawianego okresu staje się ogólnodostępny. Jego nadwyżki w sporych ilościach trafiają do grobów nie tylko arystokratów ale i zamożniejszej klasy średniej. Tak masowy obrót tym surowcem wymagał powstania zorganizowanej sieci spedycyjnej i dystrybucyjnej, co wiązało się z przemianami społecznymi i z wyodrębnieniem się klasy rzemieślników (kowali, kamieniarzy, garncarzy, garbarzy) jak i kupców. Skarby: Przykłady intencjonalnych depozycji: skarb (kilkanaście przedmiotów złotych) z St Ives, znaleziony w nasypie fosy (środkowa/późna epoka brązu) oraz skarby przedmiotów brązowych w Lulworth Cove w Dorset oraz Ebbesbourne Wake w Wiltshire.

## Kultura Wessex a Stonehenge

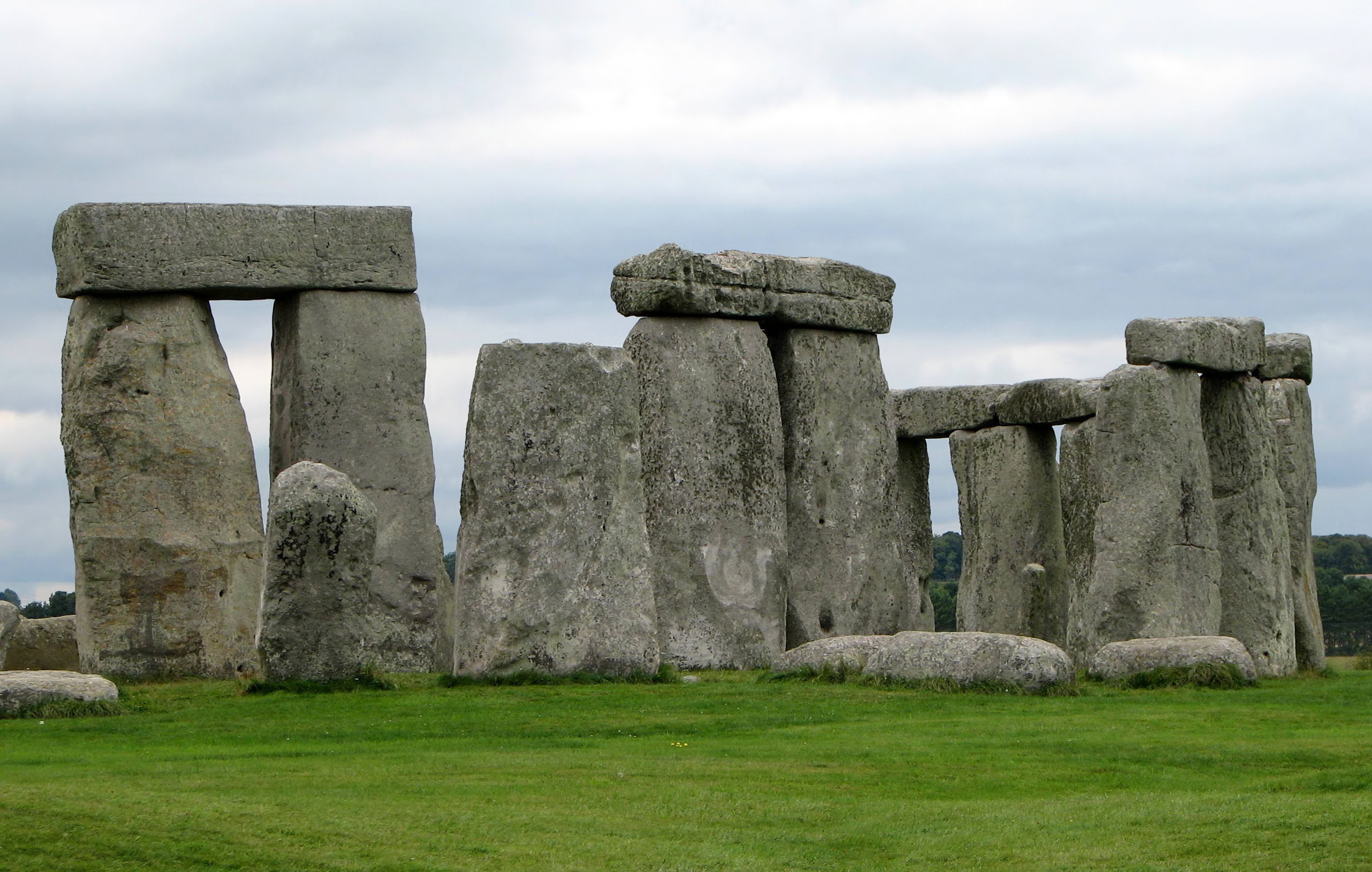
Stonehenge, hrabstwo Wiltshire, Anglia

Pojawienie się na obszarach południowo-wschodniej Angii kultury Wessex wiąże się chronologicznie z budową kamiennej korony Stonehenge, konkretnie z fazami Stonehenge 3 (IV) 2280 p.n.e. – 1930 p.n.e. oraz Stonehenge 3 (V) do ok. 1600 p.n.e. Fazy te wyróżnione zostały na podstawie zmian ustawienia kamieni- głównie wewnętrznego kręgu tzw.'blue stones' oraz relokacji ołtarza głównego we wnętrzu obiektu, jednakże łącznie powstania Stonehenge jako całości z tą jednostką archeologiczną byłoby błędem.
Ślady aktywności ludzkiej na tym obszarze pochodzą już z czasów późnego mezolitu (Stonehenge faza 0), a fazy 1 do 3 (III) – ok. 3100 p.n.e. do 2280 p.n.e. łączą chronologię obiektu z lokalnymi grupami kultury pucharów dzwonowych.
Jakkolwiek zdefiniowalibyśmy tę kulturę, z jej bogactwem wyrobów brązowych, grobów elit plemiennych zlokalizowanych w niewielkiej odległości od kompleksu Stonehenge-Durrington Walls, mnogością kontynentalnych importów, nie ulega wątpliwości że mamy w tej postaci do czynienia z pojawieniem się nowego surowca – brązu i transformacją kulturowo-społeczną wczesnej epoki brązu, tym bardziej interesująca iż nie towarzyszą jej masowe ruchy migracyjne ludności. Osadnictwo Wessex jest słabo rozpoznane na wspomnianych obszarach i pozostaje w potężnej dysproporcji do ilości i jakości materiałów z cmentarzysk.

## Inne kręgi kamienne i drewniane.
Kręgi kamienne składają się z 4 do 60 stojących pionowo kamieni formujących okrąg lub elipsę, w takiej formie najczęściej są datowane na III i początki II tys. p.n.e. Obiekty tego typu często zawierają jamy lub komory-klasycznym przykładem może być stanowisko Croft Moraig (Perthshire)w Szkocji.Duże, koncentryczne, regularne bądź nie kręgi rozlokowane są głównie na obszarach wyżynnych.
Przykłady:
- Tomnaverie, Aberdeenshire, Szkocja,
- Bouilag, Caithness, Anglia,
- Rhos-Y-Clegyrn, Pembrokeshire, Walia,
- Seahenge, Norfolk, wschodnia Anglia-krąg drewniany
- Durrington Walls, Wiltshire, południowo-zachodnia Anglia – 6-krotny koncentryczny zespół kręgów drewnianych

Odrębnym zagadnieniem są palisady, fortyfikacje, megalityczne aleje oraz sztucznie wzniesione pagórki, które pojawiają się jako obiekty często towarzyszące kręgom na przełomie III/II tys. p.n.e.
Przykładem dużych drewniano-ziemnych konstrukcji palisadowych są stanowiska Dorchester (Dorset), West Kennet, Avebury oraz Mount Pleasant (Wiltshire). Ten ostatni przykład to potężna konstrukcja, o długości ponad 800 m powstała ok. 2000 p.n.e. i składająca się z ponad 1600 bali.
Aleje składają się z paralelnych linii stojących kamieni lub drewnianych pali i/lub towarzyszących im fos po obu stronach. Występują w dwóch formach: jako krótkie i proste lub długie i sinusoidalne drogi, mogą występować pojedynczo lub w parach i najczęściej łączą kręgi kamienne z ciekami wodnymi.
Silbury Hill w Avebury (Wiltshire) to duży pagórek, położony niedaleko potężnego megahenge (kręgu widocznego tylko z lotu ptaka-epoka neolitu). Datowanie tej konstrukcji ziemnej to koniec III tys. p.n.e.; składa się z kolejno ułożonych warstw żwiru wapiennego i ziemi, z podtrzymującymi elementami drewnianymi oraz okalającej fosy.